# Soueich

Soueich este o comună în departamentul Haute-Garonne din sudul Franței. În 2009 avea o populație de 536 de locuitori.

## Evoluția populației
| An        | 1975 | 1982 | 1990 | 1999 | 2006 | 2009 |
| --------- | ---- | ---- | ---- | ---- | ---- | ---- |
| Populație | 483  | 467  | 502  | 501  | 518  | 536  |